# Котюков, Юрий Геннадьевич
Юрий Геннадьевич Котюков (21 апреля 1990 года, СССР) — российский футболист, защитник.

## Карьера
Воспитанник московской «Ники». Именно в этой команде Юрий Котюков начинал свою профессиональную карьеру. Затем, в течение нескольких лет, он играл в элитных лигах чемпионатах Молдавии и Латвии. Принимал участие в еврокубках. В 2012 году Котюков стал свободным агентом. В январе 2013 года подписал контракт с клубом шестого немецкого дивизиона «Хейнинген».

## Достижения
- Финалист Кубка Молдавии (1): 2009/10
- Бронзовый призёр чемпионата Латвии (2): 2011